# Korkai
Korkai (Tamil: கொற்கை Koṟkai [ˈkorkɛi̯]) war eine antike Hafenstadt im Süden Indiens. Im Altertum war Korkai der wichtigste Hafen der Pandya-Königsdynastie. Heute besteht noch ein 4000 Einwohner zählendes Dorf gleichen Namens im Distrikt Thoothukudi des Bundesstaates Tamil Nadu. 
Korkai liegt rund 160 Kilometer südlich der alten Pandya-Hauptstadt Madurai im äußersten Süden Indiens. Der Ort befand sich einst an der Mündung des Thamirabarani-Flusses in den Golf von Mannar. Der Flusslauf und die Küstenlinie haben sich im Laufe der Jahrhunderte aber verschoben, sodass Korkai heute rund zwei Kilometer nördlich des Thamirabarani und über sieben Kilometer von der Meeresküste entfernt liegt.
In der alttamilischen Sangam-Literatur, die wahrscheinlich in den ersten Jahrhunderten n. Chr. entstand, wird Korkai als Hafen der Pandya-Könige erwähnt. Von den südindischen Häfen aus wurde in der Antike reger Handel mit dem Römischen Reich betrieben. Korkai ist sehr wahrscheinlich mit dem Handelsplatz (Emporion) Kolchoi (Κόλχοι) identisch, der im 1. Jahrhundert in der Periplus Maris Erythraei und im 2. Jahrhundert beim Geografen Claudius Ptolemäus erwähnt wird. Nach der Stadt Kolchoi bezeichnet Ptolemäus den Golf von Mannar als „Kolchischen Golf“ (Κολχικός κόλπος).
Nach dem Verlanden des Hafens sank Korkai zu einem unbedeutenden Dorf herab. Der Hafen wurde in das nahegelegene Kayal (heute Palayakayal) verlegt, das 1292 von Marco Polo besucht wurde, mittlerweile aber ebenfalls verlandet ist. Erste Ausgrabungen in Korkai wurden im 19. Jahrhundert von Robert Caldwell, dem damaligen Bischof von Tirunelveli, durchgeführt.